# Puha Sándor
Puha Sándor (Rahó, 1941. január 5. – 2023. július 28.) állatorvos, politikus, országgyűlési képviselő.

## Életpályája

### Iskolái
Az általános iskolát Mátraszentimrén végezte el. Középiskolai tanulmányait Budapesten járta ki; 1958-ban érettségizett az Arany János Gimnáziumban. 1961–1967 között az Állatorvostudományi Egyetem hallgatója volt. 1977-ben szakállatorvosi vizsgát tett.

### Pályafutása
1958–1959 között a Gyöngyösi Állami Méntelepen segédmunkásként dolgozott. 1959–1961 között az Óbudai Textilfestőgyárban volt segédmunkás. 1967–1969 között a balassagyarmati Mesterséges Megtermékenyítő Állomáson dolgozott. 1969–1974 között a füzesabonyi Mesterséges Megtermékenyítő Állomás munkatársa volt. 1974–1979 között a füzesabonyi Állami Gazdaságban állatorvos volt. 1979–1985 között a Petőfi Mgtsz-ben állatorvosként praktizált. 1985-től körzeti állatorvos, majd füzesabonyi városi főállatorvos volt.

### Politikai pályafutása
1990–1994 között, valamint 2002–2006 között füzesabonyi önkormányzati képviselő (1990–1994: KDNP; 2002–2006: MSZP-Munkáspárt-SZDSZ) volt. 1990–1994 között az Ügyrendi Bizottság elnöke volt. 1994-től Heves megye önkormányzati képviselője volt. 1994–1998 között országgyűlési képviselő (Heves megye; SZDSZ) volt. 1994–1998 között az Önkormányzati és rendészeti bizottság tagja volt. 1994–2002 között a Heves Megyei Közgyűlés tagja volt. 1998-ban országgyűlési képviselőjelölt volt.

## Családja
Keresztapja, Romzsa Tódor (1911–1947) görög katolikus püspök volt. Szülei Puha Emil (1900–1967) és Schönbauer Ilona (1905–1990) szülésznő volt. Testvérei:
Katalin (1942–) tanár, Ilona (1944–) védőnő és Eleonóra (1948–) üzletvezető. 1969-ben házasságot kötött Nagypál Judittal. Egy lányuk született: Judit (1972–).